# Rossinyol del Japó
|  | Per a altres significats sobre l'ocell de la família dels leiotríquids també anomenat col·loquialment Rossinyol del Japó, vegeu «Leiòtrix bec-roig». |

El rossinyol del Japó (Larvivora akahige; syn: Luscinia akahige) és una espècie d'ocell de la família dels muscicàpids (Muscicapidae). La seva distribució s'estén per tot el Japó i fins al sud de les illes Kurils i Sakhalin. A l'hivern també migra a l'est de la Xina. El seu hàbitat natural són els boscos temperats. El seu estat de conservació es de risc mínim.
El rossinyol del Japó no s'ha de confondre amb el leiòtrix bec-roig (Leiothrix lutea). Aquest altre ocell, tot i ser d'origen xinès, també se l'anomena popularment en català rossinyol del Japó i s'ha assilvestrat en zones boscoses properes a l'Àrea Metropolitana de Barcelona. Val a dir que el nom específic akahige també pot conduir a confusió, donat que akahige és el nom comú en japonès del seu parent, el rossinyol de les Ryukyu (Larvivora komadori). Així mateix, el nom específic d'aquest últim, komadori, és el nom comú en japonès del rossinyol japonès.

## Taxonomia
El rossinyol del Japó fou descrit científicament el 1835 pel zoòleg holandès Coenraad Jacob Temminck, amb el nom binomial de Sylvia akahige. Posteriorment se'l classificà en el gènere Erithacus, junt amb el rossinyol de les Ryukyu i el pit-roig europeu. Però un estudi filogenètic de 2006 va demostrar que les dues espècies asiàtiques estaven més properes al rossinyol blau (en aquell moment a Luscinia) que al pit-roig. Un ampli estudi de 2010 ho confirmà, i a més demostrà que el gènere Luscinia no era monofilètic. Aleshores es reinstauà el gènere Larvivora per reubicar el clade que contenia el rossinyol del Japó, el rossinyol de les Ryukyu, el rossinyol blau i altres espècies que es classificaven a Luscinia.
La llista mundial d'ocells del Congrés Ornitològic Internacional (versió 12.1, gener 2022), considera que el rossinyol del Japó té dos subespècies:
- L. a. akahige (Temminck, 1835) - es troba a Sakhalín, les Kurils meridionals i les illes principals del Japó;
- L. a. tanensis (Kuroda, 1923) - present en algunes illes menors del sud de l'arxipèlag japonès (les illes Izu i les illes properes a Kyūshū).

Tanmateix, el Handook of the Birds of the World i la quarta versió de la BirdLife International Checklist of the birds of the world (desembre 2019), consideren que la subespècie tanensis tindria la categoria d'espècie i que, per tant, el tàxon original s'hauria de segmentar en dos:
- Larvivora akahige (stricto sensu)- Rossinyol del Japó.
- Larvivora tanensis - Rossinyol de les Izu